# Bob Maloubier
Robert Marcel Frederic Louis Maloubier dit Bob Maloubier, né le 2 février 1923 à Neuilly-sur-Seine et mort le 20 avril 2015 à Paris, fut, pendant la Seconde Guerre mondiale, un agent secret français du Special Operations Executive britannique. À ce titre, il fut d'abord parachuté clandestinement deux fois en France occupée comme saboteur dans le réseau SALESMAN de Philippe Liewer, dans la région de Rouen au deuxième semestre 1943, puis dans le Limousin à la Libération. Ayant rejoint la Force 136, il fut parachuté au Laos en août 1945. 
Après la guerre, il rejoint en tant qu'officier de renseignement le SDECE. Il participa à la création des premières unités de nageurs de combat français en 1953. 
A son départ de l'armée, il travailla en Afrique pour des compagnies pétrolières. Personnage essentiel de la « Françafrique » dans les années 1960, il mit sur pied et dirigea la garde présidentielle du Gabon et contribua à imposer Omar Bongo à la tête du régime en 1967.
Il finit sa vie à Houilles, dans les Yvelines.

## Biographie

### Premières années
Robert Marcel Frédéric Louis Maloubier naît le 2 février 1923 à Neuilly-sur-Seine. Il est le fils d'Eugène Maloubier, natif de Paris, engagé en 1914 pendant la Première Guerre mondiale et affecté à l'état-major du général Haig, commandant du Corps expéditionnaire britannique, comme interprète, et d'Henriette, une Franc-Comtoise, née en 1880. Il a un frère aîné, Jacques, né en 1920. Ses parents, professeurs aux États-Unis, quittent ce pays en 1920 et débarquent au Havre.
Bob fait ses études au lycée Pasteur de Neuilly-sur-Seine. Sportif, il est notamment membre de l'équipe de natation du Racing Club de France.

### Seconde Guerre mondiale

#### 1940
En mai, alors qu'il prépare son baccalauréat, les troupes allemandes déferlent sur la France ; en raison des événements « les épreuves du baccalauréat sont reportées à une date ultérieure ». En juin, il quitte Paris avant l’arrivée des envahisseurs. Décidant de rejoindre le général de Gaulle, il essaye de partir par Bordeaux puis par Saint-Jean-de-Luz et enfin par Marseille mais il échoue à chaque fois. En décembre, il regagne Paris pour embrasser ses parents une dernière fois. Il revient à Marseille avec un crochet par Royat où il rencontre le colonel Émile Bonotaux, qui, se méfiant du général de Gaulle, lui conseille d’aller en Afrique plutôt qu'en Angleterre.

#### 1941
En janvier, il s’enrôle dans l’aviation de l’armée d’Armistice, résolu, dès son premier lâcher seul aux commandes d’un avion, à mettre le cap sur Gibraltar ou Malte. Mais, comme il y a déjà trop de pilotes, il demeure rampant et est affecté à la garde de la base aérienne de Bizerte, en Tunisie.

#### 1942
Le 8 novembre, la base est encerclée par les Allemands. Bob Maloubier et son ami Henri Silhol partent à vélo en Algérie. Ils y rejoignent des soldats britanniques débarqués depuis peu (opération Torch). Après l’assassinat de Darlan par leur ami Fernand Bonnier de La Chapelle, ils sont recrutés comme agents secrets du SOE par Jacques Vaillant de Guélis.

#### 1943
- Janvier. Le 10[3], il quitte Alger pour Londres, via Gibraltar.

- Février. Il est brièvement interrogé par le MI5 à Patriotic School, puis est emmené à Orchard Court où les membres dirigeants et les officiers traitants de la section F rencontrent les agents opérationnels.
- Mars. Il est inscrit à la session d’entraînement de mars en compagnie de Pierre Raynaud et d’Henri Silhol. Tous trois se joignent à une vingtaine de stagiaires, dont Diana Rowden, Éliane Plewman et Éric Cauchi : maniement des armes et des explosifs, liaisons radio, actions de commandos (Wanborough Manor) ; sécurité (New Forest) ; parachute (cinq sauts, dont un de nuit, à Ringway)
- Août. Dans la nuit du 15 au 16, il est parachuté en France, à la périphérie de Louviers. Il atterrit, à minuit passé, dans un champ de blé. Au pied d’un pommier patiente un homme « jeune, plutôt petit, aux lèvres bien ourlées, au regard gris pétillant d’intelligence et d’humour ». C’est Philippe Liewer, qui sera son « boss », le chef du réseau SALESMAN. Maloubier vient remplacer Gabriel Chartrand comme saboteur du réseau. Secondé par Claude Malraux, Bob Maloubier mène alors une équipe de « terroristes » qui réalise plusieurs sabotages : un ravitailleur de sous-marins qui, depuis longtemps, force le blocus de la Royal Navy et accroît le rayon d’action des U-Boote ; une usine qui fabrique des pièces d’avions Focke-Wulf ; une centrale électrique qui alimente la région rouennaise.
- Décembre. Dans la soirée du 20, il manque d’être arrêté par les Allemands à Elbeuf. Mais en parvenant à leur échapper, il est atteint par des balles.

#### 1944
- Février. Dans la nuit du 4 au 5, un avion Hudson le ramène à Londres[4].
- Mars. À Londres, Philippe Liewer lui apprend que de nombreux membres du réseau ont été arrêtés (les agents Claude Malraux et Isidore Newman, le garagiste Georges Philippon, Roger Mayer, etc). Il l’a appris parce que Catherine, la compagne de Claude, a glissé entre les mailles ; elle s’est débrouillée pour joindre Roland en Dordogne, grâce à quoi ce dernier a pu, le 12 mars, envoyer à Londres un message radio rapportant la situation dramatique du réseau. Le retour en Normandie est désormais exclu.
- Juin. Dans la nuit du 7 au 8, Philippe Liewer « Hamlet », Violette Szabo, Bob Maloubier et Jean-Claude Guiet « Virgile », l'opérateur radio, sont parachutés dans le Limousin. Ils viennent soutenir les maquis de la région.

#### 1945
Bob Maloubier est reversé à la Force 136 opérant en Asie du Sud-est. En août, il est parachuté au Laos et fait prisonnier par les Japonais juste à la fin de la guerre.

### Après la guerre
- 1945 (suite). Comme son profil de saboteur, dynamiteur et tireur d'élite n'est plus recherché depuis la fin de la guerre, il entre dans les services de renseignement extérieur. Il y restera quinze ans.
- 1946. Il entre à la DGER (Direction générale des études et recherches)
- 1947. Il participe à la fondation du service action du SDECE (actuelle DGSE).
- 1948. Le 8 juin, il témoigne au procès d’Henri Déricourt.
- 1952. Il fonde l’unité « nageurs de combat » d'Arzew, avec Claude Riffaud, créateur du CINC d'Aspretto. À cette occasion, Jean-Jacques Fiechter[6] directeur de  Blancpain conçoit avec Bob Maloubier et Claude Riffaud la fameuse Fifty Fathoms qui deviendra la référence horlogère dans le monde de la plongée[7].
- 1960. Il doit quitter le SDECE en raison de son amitié avec Jo Attia, un ancien résistant devenu gangster et « roi du non-lieu », qu'il avait recruté pour exécuter des contrats au Maghreb[8].

Au Gabon, il devient forestier (il y coupe du bois et gère des domaines forestiers). Il travaille parallèlement pour Jacques Foccart (le « Monsieur Afrique » du général de Gaulle) pour qui il met sur pied la garde personnelle du président gabonais.
- 1962. Il est recruté par la société pétrolière Shell.
- 1967. En mai, il est en poste à Lagos, capitale du Nigéria, lorsque s'y déclenche la guerre du Biafra[10]

Il termine sa carrière chez Elf.
- 2010. Sélection au festival de Cannes de Film Socialisme de Jean-Luc Godard, dans lequel Bob Maloubier interprète le rôle d'un passager du paquebot. Il témoigne dans le documentaire Histoire des services secrets français.
- 2011. Le 19 mars, il est élu président de la Fédération Nationale Libre Résistance. Il témoigne dans la série télévisée Les Combattants de l’ombre[11].
- 2013. Il participe à un débat télévisé sur les services secrets[12].
- 2014. Il est décoré comme Membre de l'Ordre de l'Empire britannique (MBE) par Élisabeth II, à l'occasion de la visite d'État de la reine en France pour le 70e anniversaire du débarquement. Organisée à la résidence de l'ambassadeur du Royaume-Uni à Paris, la cérémonie se déroule le 5 juin, veille du 70e anniversaire du D-Day.
- 2015. Il meurt à Paris le 20 avril[13]. Ses obsèques sont célébrées le 29 avril à Saint-Louis-des-Invalides.

## Œuvres
- Plongez à tombeau ouvert, Fayard, 1960 (sous le pseudonyme de Saint-Mandrier) ;
- Plonge dans l’or noir, espion !, avec la collaboration de Jean-Marie Fitère, Robert Laffont, 1986,  (ISBN 2-221-04722-2) ;
- Bazooka, la confession de Philippe Castille, préface de Jean Lartéguy, Filipacchi, 1988,  (ISBN 2-85018-504-3) ;
- Nageurs de combat, avec Georges Fleury, La Table Ronde, 1990 ;
- Triple Jeu, avec Jean Lartéguy, préface d’Alexandre de Marenches, Robert Laffont, 1992,  (ISBN 2-221-06836-X) ;
- Les Coups tordus de Churchill, Calmann-Lévy, 2009,  (ISBN 978-2-7021-4006-2) ;
- Agent secret de Churchill 1942-1944, préface de Jean-Louis Crémieux-Brilhac, Tallandier, 2011,  (ISBN 978-2-84734-795-1) ;
- L'Espion aux pieds palmés, éditions du Rocher, 2013,  (ISBN 978-2268075129) ;
- Les Secrets du Jour J : Opération Fortitude, Churchill mystifie Hitler, Les Éditions la Boétie, 2014,  (ISBN 978-2-36865-033-2) ;
- La Vie secrète de Sir Dansey, maître-espion, Albin Michel, 2015,  (ISBN 978-2-226-31649-3) ;
- Orlywood, la saga de Paris Airport, préface de François Kersaudy, First, 2018,  (ISBN 978-2-4120-3390-6).

## Reconnaissance

### Décorations
Bob Maloubier a reçu les distinctions suivantes :
France
- Chevalier de la Légion d'honneur (décret du 23 août 1947)
- Croix de guerre 1939–1945 avec 3 citations (1 palme de bronze et 2 étoiles)
- Médaille de la Résistance française (décret du 31 mars 1947)
- Médaille des évadés
- Médaille coloniale, agrafe "Extrême-Orient"
- Médaille commémorative des services volontaires dans la France libre
- Médaille commémorative française de la guerre 1939–1945 avec 4 agrafes
- Insigne des blessés militaires
- Homologué FFC dossier GR 16P 387663 dans les Dossiers administratifs des résistants (http://www.francaislibres.net/liste/fiche.php?index=112615)

Royaume-Uni
- Ordre du Service distingué (DSO) attribué au capitaine Maloubier, General List, le 21 juin 1945 (London Gazette du 19 juin 1945)
- Ordre de l'Empire britannique à titre civil (OBE) (2014[14])
- 1939-45 Star
- France and Germany Star

Laos
- Commandeur de l'Ordre du Million d'Éléphants et du Parasol blanc

### Plaque
- Une plaque commémorative rend hommage à Bob Maloubier au lycée Pasteur de Neuilly-sur-Seine (Hauts-de-Seine). Dévoilée le 29 septembre 2017, elle est fixée dans le parloir du lycée, afin d'honorer la mémoire de cet ancien élève.

### Voie
- Un boulevard de la ville de Limoges (Haute-Vienne) porte le nom de Boulevard Robert Maloubier, en hommage à son action avec le maquis limousin[15]. Il a été inauguré le 21 août 2015.

## Identités
- État civil : Robert Maloubier
- Nom courant et nom de plume : Bob Maloubier
- Comme agent du SOE, section F :
  - Enregistrement à Londres : 2Lt Robert Mortier (carte délivrée par le War Office, no 13191, 1er mars 1943)
  - Nom de guerre (field name) : « Clothaire »
  - Nom de code opérationnel : PORTER (en français PORTIER)
  - Faux papiers d’identité : Robert Mollier ; Robert Malvalle ; René-Maurice Hérault
  - Autre surnom : Paco

Parcours militaire :
- SOE, section F ; grade : 2Lt (sous-lieutenant, au recrutement), lt (au premier parachutage en France occupée, 15 août 1943), captain.

## Sources
Outre les livres de Bob Maloubier, mentionnés plus haut à la section #Œuvres et qui constituent la source principale de l'article, il y a lieu de noter les ouvrages et sites suivants.
- Vidéo et photographie de Bob Maloubier avec ses décorations miniatures en pendantes
- (en) Fiche Bob Maloubier, avec photographie sur le site Special Forces Roll of Honour. Erreur sur ce site : Bob Maloubier n'a pas reçu la Military Cross.
- (en) Attribution du DSO London Gazette du 19 juin 1945
- Magazine RAIDS n° 1er juin 1986. Article de l'historien Eric Deroo "Bob Maloubier, le père des nageurs de combat" enrichi de nombreuses photographies.
- Michael R. D. Foot, Des Anglais dans la Résistance. Le Service Secret Britannique d'Action (SOE) en France 1940-1944, annot. Jean-Louis Crémieux-Brilhac, Tallandier, 2008,  (ISBN 978 2 84734 329 8),  (EAN 9782847343298). Traduction en français par Rachel Bouyssou de (en) SOE in France. An account of the Work of the British Special Operations Executive in France, 1940-1944, London, Her Majesty's Stationery Office, 1966, 1968 ; Whitehall History Publishing, in association with Frank Cass, 2004.Ce livre présente la version « officielle » britannique de l’histoire du SOE en France. Une référence essentielle sur le sujet du SOE en France.
- Hugh Verity, Nous atterrissions de nuit..., préface de Jacques Mallet, 5e édition française, Éditions Vario, 2004,  (ISBN 2-913663-10-9)
- Sir Brooks Richards, Flottilles secrètes. Les liaisons clandestines en France et en Afrique du Nord, 1940-1944, traduction de Secret Flotillas par Pierrick Roullet, Éditions Marcel-Didier Vrac (M.D.V.), 2001,  (ISBN 2-910821-41-2)
- Lt. Col. E.G. Boxshall, Chronology of SOE operations with the resistance in France during world war II, 1960, document dactylographié (exemplaire en provenance de la bibliothèque de Pearl Witherington-Cornioley, consultable à la bibliothèque de Valençay). Voir sheet 22, SALESMAN CIRCUIT.
- Récits sur la guerre du Biafra un film de Joël Calmettes
- Historiquement Show 14, débat diffusé sur la chaîne Histoire, animé par Michel Field, avec Éric Zemmour du Figaro Magazine, Claude Quétel et Bob Maloubier (à l'occasion de la parution de son livre Les Coups tordus de Churchill), 15 janvier 2010. Bob Maloubier intervient dans la dernière partie de l'émission (index 33:40).
- David Korn-Brzoza, Histoire des services secrets français, documentaire en quatre parties, 2010 ; 1re partie, L'Heure des combats 1940-1960, diffusée sur France 5 le 6 février 2011.
- Philippe Rousseau, Bob Maloubier, article in « Plongée Octopus - Le magazine des plongeurs experts », no 7, avril-juin 2011, cahier spécial, p. 54-68.
- Bernard George, Ambre Rouvière, Les Combattants de l'ombre, Albin Michel, Arte Éditions, Paris 2011,  (ISBN 9782226181954)
- Cédric Tourbe et Laurent Ducastel, L’Espion vous salue bien, documentaire sur la vie de Bob Maloubier (avec sa participation), 2012. Première diffusion sur la chaîne Histoire le 4 décembre 2012 ; reprise sur la chaîne Public-Sénat le 28 janvier 2013.
- L'espion qui nous salue bien sur Public Sénat
- Paul-François Paoli, « Robert Maloubier, agent secret et écrivain », Le Figaro, p. 13, 22 avril 2015.